# Gastrotheca christiani
Gastrotheca christiani és una espècie de granota de la família del hemipràctids. Va ser descrit per R.F. Laurent el 1967.
Viu als vessants d'elevació mitjana (1550–2600 m d'elevació) dels Andes (Serra de Callilegua, Província de Jujuy i Serra de Porongal, Província de Salta) al nord de l'Argentina.
A la Llista Vermella de la UICN és catalogat en perill crític d'extincio. Fora del parc natural de Calilegua, la principal amenaça és la pèrdua d'hàbitat, principalment per la tala selectiva d'espècies llenyoses valuoses i de bosc primari i la reforestació amb espècies exòtiques, la ramaderia extensiva i els projectes de infraestructura de transport.